# Lalla Aicha (épave)
 (novembre 2017).
Si vous disposez d'ouvrages ou d'articles de référence ou si vous connaissez des sites web de qualité traitant du thème abordé ici, merci de compléter l'article en donnant les références utiles à sa vérifiabilité et en les liant à la section « Notes et références ».
L'épave Lalla Aicha est une épave de bateau marocain[réf. nécessaire] échouée en 1997 dans l'embouchure du fleuve Oum Errabiâ, près d'El Jadida.